# توپولنیتسا (استان بلاگووگراد)
توپولنیتسا (به بلغاری: Topolnitsa) یک منطقهٔ مسکونی در بلغارستان است که در شهرستان پتریچ واقع شده‌است.